# Babymetal (album)
Babymetal – debiutancki album studyjny japońskiego tercetu Babymetal. Wydawnictwo ukazało się 26 lutego 2014 roku nakładem wytwórni muzycznej BMD Fox Records.
Album dotarł do 187. miejsca listy Billboard 200 w Stanach Zjednoczonych. Płyta trafiła także na listy przebojów m.in. w Niemczech, Austrii, Holandii oraz Japonii.

## Lista utworów
Opracowano na podstawie materiału źródłowego.
1. "Babymetal Death" ("We Are Babymetal") - 5:46
2. "Megitsune" (メギツネ, "Vixen") - 4:07
3. "Gimme Chocolate!!" (ギミチョコ！！ Gimi Choko!!)	 - 3:50
4. "Iine!" (いいね！, "So Good!") - 4:08
5. "Akatsuki" (紅月-アカツキ-, "Crimson Moon") - 5:25
6. "Doki Doki ☆ Morning" (ド・キ・ド・キ☆モーニング, "Heart-Pounding Morning") - 3:44
7. "Onedari Daisakusen" (おねだり大作戦, "Begging Operation") - 3:15
8. "Song 4" (4の歌 Yon no Uta) - 4:01
9. "Uki Uki ★ Midnight" (ウ・キ・ウ・キ★ミッドナイト, "Exhilarating Midnight") - 3:17
10. "Catch Me If You Can" (Catch me if you can) - 3:53
11. "Rondo of Nightmare" (悪夢の輪舞曲 Akumu no Rondo[B]) - 3:33
12. "Head Bangya!!" (ヘドバンギャー！！ Hedobangyā!!) - 3:59
13. "Ijime, Dame, Zettai" (イジメ、ダメ、ゼッタイ, "No More Bullying") - 6:04

## Listy sprzedaży
| Lista                | Kraj              | Pozycja |
| -------------------- | ----------------- | ------- |
| Billboard 200        | Stany Zjednoczone | 187     |
| Oricon               | Japonia           | 4       |
| Media Control Charts | Niemcy            | 95      |
| MegaCharts           | Holandia          | 90      |
| Ö3 Austria Top 40    | Austria           | 69      |